# Ma sœur est une sorcière
Ma sœur est une sorcière (Charmed Life) est un roman de fantasy pour la jeunesse de Diana Wynne Jones, paru en 1977. La première traduction Française date de 1992.
C'est le premier roman appartenant à la série Chrestomanci qu'elle ait écrit. Son nom est le titre d'une lignée de magiciens à neuf vies, dont la fonction est de surveiller l'usage de la magie sur la Terre.
Le château de Chrestomanci qui recueille Gwendoline et son frère Chat après la mort de leurs parents est-il ensorcelé ? Gwendoline possède-t-elle des pouvoirs surnaturels ? Où disparaît-elle si souvent ? Toutes ces énigmes ont-elles un sens ?

## Personnages
- Eric Arcand, surnommé Chat par sa sœur, Gwendoline.
- Gwendoline Arcand, sorcière dotée de pouvoirs étonnants pour son âge.
- Madame Sharp, sorcière diplômée. Elle accueille les enfants après le décès de leurs parents lors d'un naufrage.

- Chrestomanci : puissant enchanteur chargé de veiller aux respect des lois de la magie. Chrestomanci est un titre. Le véritable nom du personnage est Christopher Arcand.

- Milly : l'épouse de Chrestomanci. D'apparence banale elle se révèle être une puissante enchanteresse.

- Roger et Julia Arcand : les enfants de Chrestomanci et Milly, tous deux dotés de pouvoirs magiques.
- Mlle Bessemer : la gouvernante

- Euphémie et Marie : femmes de chambre au château de Chrestomanci.
- Henry Nostrum : Nécromancien et professeur de magie de Gwendoline.
- William Nostrum : Magicien, frère de Henry Nostrum.
- M Larkins : brocanteur,fournisseur de substances exotiques (c'est-à-dire d'ingrédients magiques).
- Mlle Larkins : voyante.
- Michael Saunders : précepteur des enfants au château de Chrestomanci. C'est également un puissant magicien.
- Janet : le double de Gwendoline qui ne lui ressemble finalement pas en tout point...

## Thèmes abordés

### Les univers parallèles
Lorsqu'un événement important se produit dans un monde et qu'il a deux issues possibles, un nouveau monde se crée et les deux solutions adviennent de façon séparée. Les deux monde poursuivent leur existence de manière autonome.

### La solitude, l'inadaptation
Chat se sent fréquemment isolé et perdu. Il a du mal à trouver sa place dans ce monde empli de magie alors qu'il ne semble posséder aucun don.

### L'ambition
À travers le personnage de Gwendoline.

### Le pouvoir
- pouvoir conféré par la magie sur les non magiciens et qui demande à être réglementé (question également très présente dans la série Harry Potter).
- pouvoir qu'une élite de magiciens légitimée par des fonctions d'état détient par rapport à des magiciens et sorciers jugés moins prestigieux. En introduisant Gwendoline au château de Chrestomanci, les Nostrum espèrent être à la tête d'une rébellion contre l'ordre établi qui leur interdit l'accès à certaines substances dangereuses, comme le sang de dragon, exporté d'un univers parallèle et qu'ils sont obligés de se procurer en contrebande.

### Un roman d'apprentissage
Bien que se déroulant sur une courte période, il s'agit également un roman d'apprentissage. Chat, très jeune au début du roman va apprendre à mieux se connaître et à maîtriser ses capacités. Incapable au départ de percer à jour les intentions des autres protagonistes, il parvient à mieux les percevoir au fil de l'histoire et se détache peu à peu de Gwendoline.